# Sávuót

## A sávuót időpontja
A zsidó naptár szerint:
- sziván 6.

A Gergely-naptár szerint:
- 5775: 2015. május 23–25.
- 5776: 2016. június 11–13.
- 5777: 2017. május 30–június 1.
- 5778: 2018. május 19–21.
- 5779: 2019. június 8–10.
- 5780: 2020. május 28–30.
- 5781: 2021. május 16–18.
- 5782: 2022. június 4–6.
- 5783: 2023. május 25–27.

A Sávuót – a Hetek ünnepe (héberül שָׁבוּעוֹת – šāvûʿôt = hetek, askenáz kiejtéssel Sovúajsz) a Sínai-hegyen történt törvényadás emléknapja, az új kenyér ünnepe. A keresztény kultúrában (más tartalommal) megfelelője a pünkösd (görögül Πεντηκόστη Pentékoszté).

## Sávuót: A hetek ünnepe
A pészah óta tartó ómerszámlálás hét hétig tart, ezt követi a sávuót. A pészahi fizikai szabadulást a sávuóti szellemi, lelki szabadulás követi. Az ünnep Izraelben egy napos, Izraelen kívül két napig tart. Ez a három zsidó zarándokünnep (héberül: שלושת הרגלים, selóset háregálim) közül a második.
A sávuót szó esküvéseket is jelent, ugyanis e napon két eskü is elhangzott:
- az egyik a zsidó nép részéről:

- a másik Isten részéről:

## Jóm habbikurím: Az új kenyér ünnepe
Pontos fordítás szerint ez a zsengék napja (יום הבכורים). Nevezik még aratási ünnepnek is (חג הקציר, Hág hakkácír, illetve a hetek ünnepének: חג שבעות, Hág sávuót) is. Mikor még állt a Jeruzsálemi templom, a szentélyben ezen az ünnepen mutatták be az új kenyeret (számos termény társaságában: búza, árpa, szőlő, füge, gránátalma, olajbogyó és datolya), és ekkor ettek először belőle. Az ünnepre a nép a fővárosba zarándokolt és mindent virágokkal díszítettek, még az állatokat is. A virágokkal való díszítés szokása máig is megmaradt, a zsinagógák ilyenkor virágpompában úsznak.

## Zmán mattán tóráténú: A törvényadás ideje
A zsidó hagyomány szerint Isten ezen a napon nyilatkoztatta ki a tízparancsolatot, és ekkor adta át a Tórát, mely az írott (Tórá sebichtáv) és a szóbeli (Tórá sebealpe) tant is magában foglalta. Az ünnepet megelőző ómerszámlálás egyben felkészülés is arra, hogy a Tóra átvételét személyesen megéljék a sávuót alkalmával.

## Aceret: Záróünnep, gyülekezés
Ez az ünnep egy hosszabb sorozat (pészah, lág báómer, ómerszámlálás) lezárása. Az egyiptomi szolgaságból való szabadulás (pészah) csak a lélek és szellem szabadságának elérkezésével válhatott teljessé. Ezen az ünnepen ezt a teljessé vált szabadságot is ünnepli a zsidóság. Tulajdonképpen a nép születésének is tartják az évfordulót, ugyanis a törvények tették néppé, sőt választott néppé a zsidóságot.

## Szokások sávuótkor
A sávuót megtartásához nem szükséges különleges szertartásokat, ceremóniákat betartani, mint mondjuk a széder estéjén. Ilyenkor a külsőségek helyett a belső, a szellem és lélek ünnepel elsősorban. Az ünnepen egész éjjel tanulmányozzák a Tórát.
A nap központi eseménye a Tízparancsolat felolvasása, melyet a tisztelet jeleként állva hallgatnak végig. Előtte az előimádkozó egy alázatos, arámi nyelvű ima keretében engedélyt kér a felolvasásra (Ákdámút...). Az ünnepen Hallél-mondással is hálát adnak Istennek.
Általánosan elterjedt azonban ilyenkor az otthonok és zsinagógák virágokkal, friss lombbal való díszítése, ezzel emlékeznek arra, hogy az isteni kinyilatkoztatáskor virágba borult a Szináj hegy. Az ünnep napján, illetve a diaszpórában a napjaiban a zsidók tejes, túrós ételeket esznek, amivel a Tóra friss, éltető, tápláló erejét kívánják kifejezni: a Tóra az a tej, amellyel Izraelt, mint gyermekét táplálja Isten.
A magyarországi zsidóság ilyenkor tartja a bát micvát, a serdülő (tizenkét éves) lányok avatását is. Egyes közösségekben a zsidó halottak napját (mázkir) is ezen az ünnepen tartják (nem pészah utolsó napján), emlékezvén a zsoltárszerző Dávidra, aki ezen a napon adta vissza lelkét teremtőjének.
Szokás sávuótkor az adakozás, hogy mindenkinek teljes lehessen az öröme.

## Lásd még
- Judaisztikai szakirodalmi művek listája
- Ómerszámlálás